# 南下古墳群

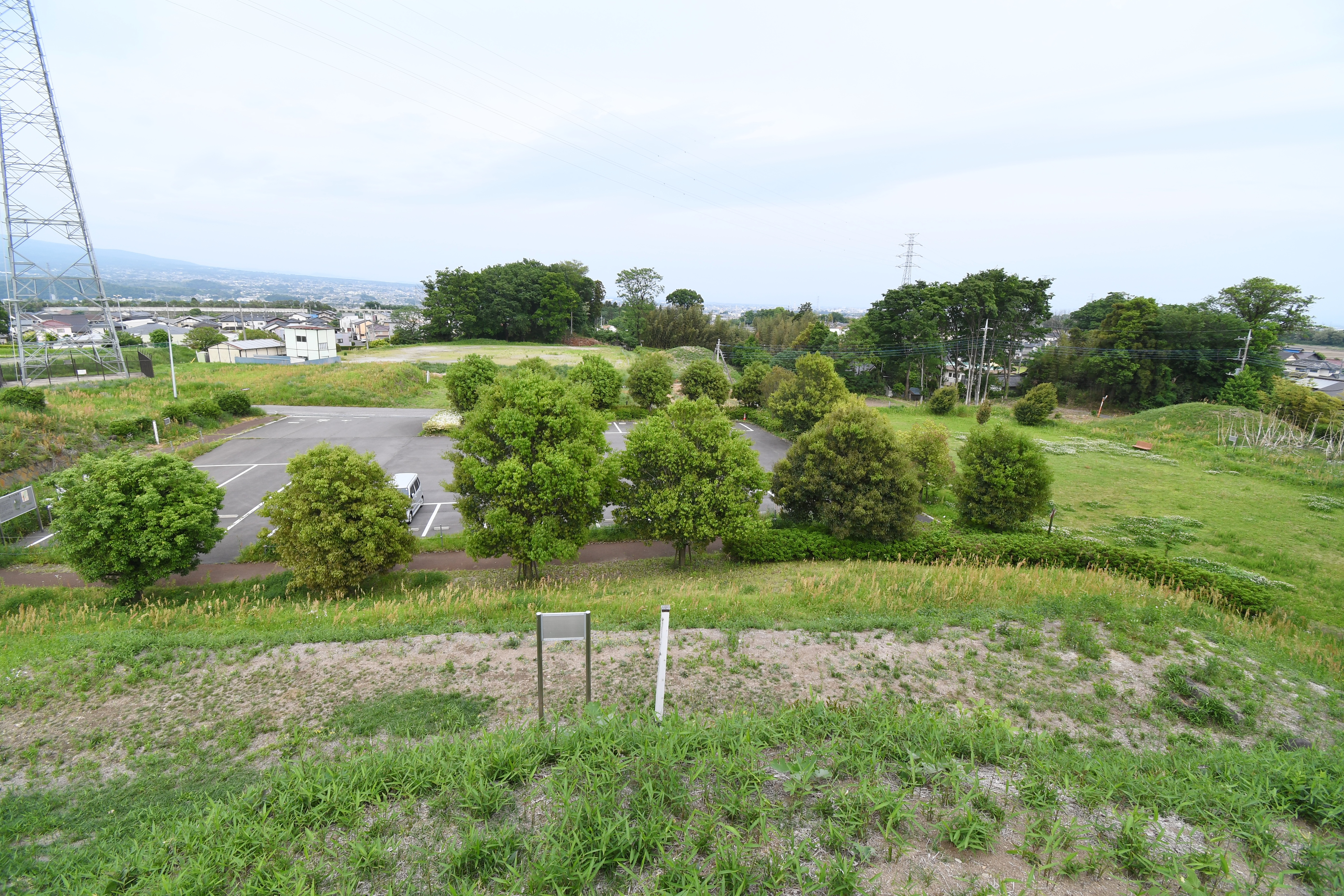
（C号墳から）左から右にD・E・B・A・F号墳

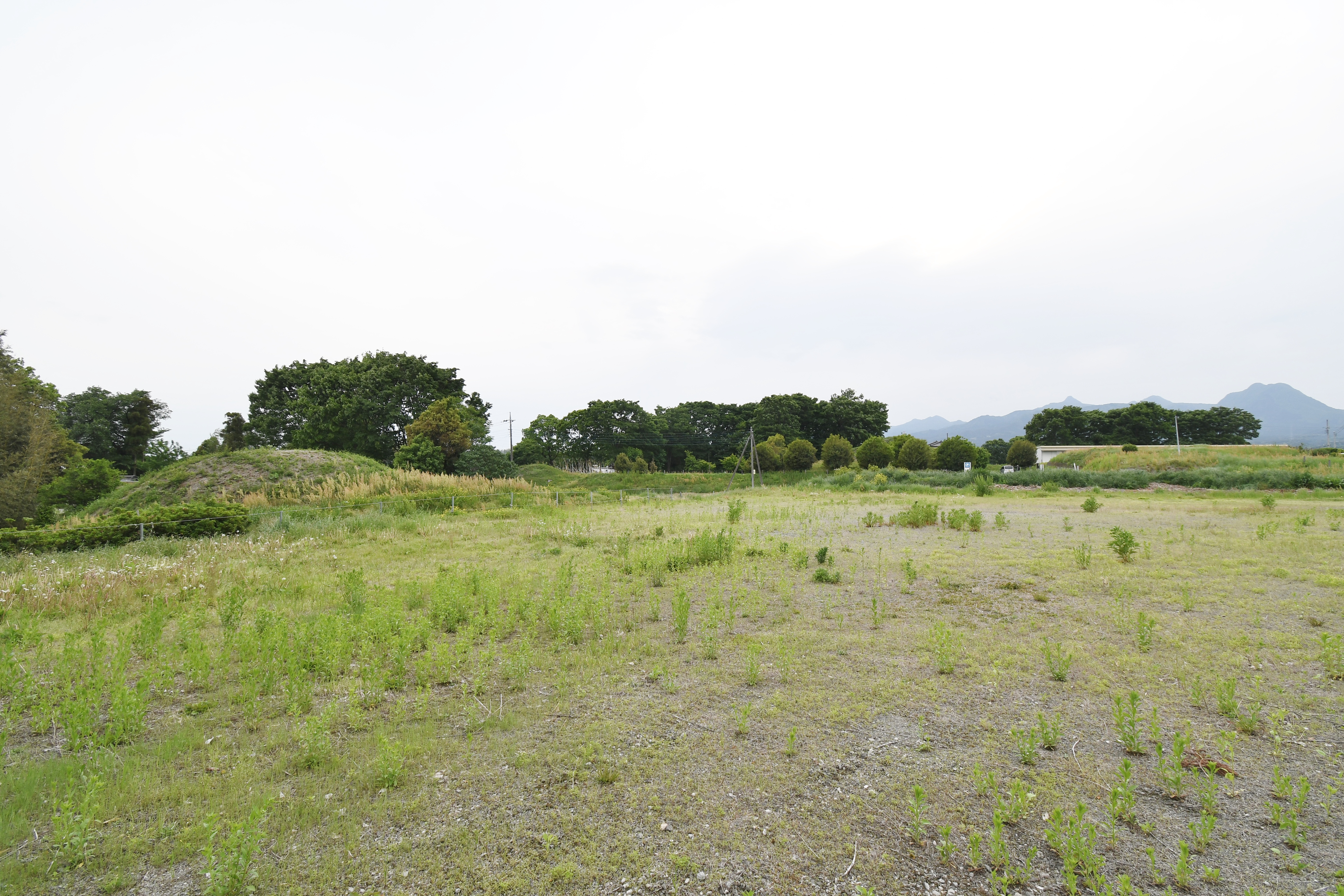
（東から）左から右にA・F・C・D・E号墳

南下古墳群（みなみしもこふんぐん）は、群馬県北群馬郡吉岡町南下にある古墳群。群馬県指定史跡に指定されている。

## 概要
群馬県中部、榛名山東麓において、利根川に注ぐ小河川（駒寄川・午王頭川）が入り組んで発達した小丘陵（大林山）の南斜面に築造された古墳群である。一帯にはかつて100基以上（または108基）の古墳が存在したというが、現在は9基が遺存する。
現在石室が開口するのはA・B・C・D・E号墳の5基で、いずれも埋葬施設を横穴式石室とする。特にA・B・E号墳は有力墳と位置づけられ、高さのある畿内系石室のB号墳から、截石切組積み石室のA・E号墳への変遷が認められる。またA・E号墳には壁面に石室構築時の赤色作業線が残されており、全国でもA・E号墳と宝塔山古墳・上庄司原4号墳（前橋市）の4基のみの例として注目される。
築造時期は、古墳時代後期-終末期の6世紀中葉-7世紀末頃と推定される。有力古墳の石室が開口状態で遺存しており、石室の規模・構造から石室の発展過程を追える点で貴重な古墳群になる。加えてB号墳→A号墳→E号墳の変遷については、上毛野地域の最有力首長墓群である総社古墳群（前橋市）の愛宕山古墳→宝塔山古墳→蛇穴山古墳の変遷との同調関係が注目される。ただし南下古墳群の場合には山寄せ古墳を主体とする点で平地古墳を主体とする総社古墳群よりも畿内的要素が強く、また南東には畿内色の極めて強い正八角形墳の三津屋古墳（吉岡町大久保）も存在することから、総社古墳群を支える南下古墳群勢力と畿内ヤマト王権による上毛野地域の中央集権化との関係を考察するうえで重要視される古墳群になる。
A-F号墳の6基は2023年（令和5年）に群馬県指定史跡に指定されている。現在では史跡整備のうえで史跡公園として公開されるが、石室内部への立ち入りは制限されている。

## 遺跡歴
- 1993年（平成5年）12月1日、A・B号墳が「南下A号古墳」・「南下B号古墳」として吉岡町指定史跡に指定。
- 2010年（平成22年）3月24日、A-F号墳が「南下古墳群」として吉岡町指定史跡に指定。
- 2023年（令和5年）9月8日、群馬県指定史跡に指定。

## 一覧
| 古墳名              | 所在地            | 形状             | 規模       | 石室                                  | 石室      | 石室     | 築造時期    | 備考                        |
| 古墳名              | 所在地            | 形状             | 規模       | 構造                                  | 全長      | 開口方向 | 築造時期    | 備考                        |
| ------------------- | ----------------- | ---------------- | ---------- | ------------------------------------- | --------- | -------- | ----------- | --------------------------- |
| C号墳               | 南下字大林1319    | 円墳             | 直径15m    | 無袖式横穴式石室 （自然石乱石積み）   | 6.15m     | 東南東   | 6c中葉-後半 | 丘陵頂部所在 円筒埴輪片採集 |
| D号墳               | 南下字大林1322-15 | 円墳             | 直径13m    | 両袖式横穴式石室 （自然石乱石積み）   | 5.63m     | 南西     | 7c前半      |                             |
| B号墳               | 南下字大林1326-2  | 円墳             | 直径30m    | 両袖式横穴式石室 （自然石・截石併用） | 7.62m     | 南南西   | 7c中頃      |                             |
| A号墳               | 南下字宮代1315-1  | 円墳             | 直径20-27m | 両袖式横穴式石室 （截石切組積み）     | 8m以上    | 南       | 7c後半      | 壁面に赤色作業線            |
| E号墳               | 南下字大林1323-3  | 円墳 または 方墳 | 直径17m    | 両袖式横穴式石室 （截石切組積み）     | 4.43m以上 | 南南西   | 7c末        | 壁面に赤色作業線            |
| F号墳 （大林1号墳） | 南下字大林1318    | 円墳             | 直径21m    | （不明）                              | （不明）  | （不明） | （不明）    |                             |

### A号墳

A号墳 墳丘・石室開口部（2011年）

A号墳は、丘陵斜面に所在する山寄せの円墳。直径約20-27メートル・高さ約4メートルを測る。埋葬施設は両袖式の横穴式石室で、南方向に開口する。石室の規模は次の通り。
- 石室全長：8メートル以上
- 玄室：長さ2.25メートル、幅2.40メートル（奥壁）、高さ2.40メートル
- 羨道：長さ4メートル以上

石室壁面の石材は榛名山噴出の角閃石安山岩を加工した截石で、截石切組積みによって構築される。壁面には石材加工時の赤色作業線や、漆喰塗布の痕跡が認められる。天井石は榛名山の自然石（山石）の輝石安山岩。
築造時期は、古墳時代終末期の7世紀後半頃と推定される。石室の特徴として総社古墳群の宝塔山古墳との共通性が指摘される。

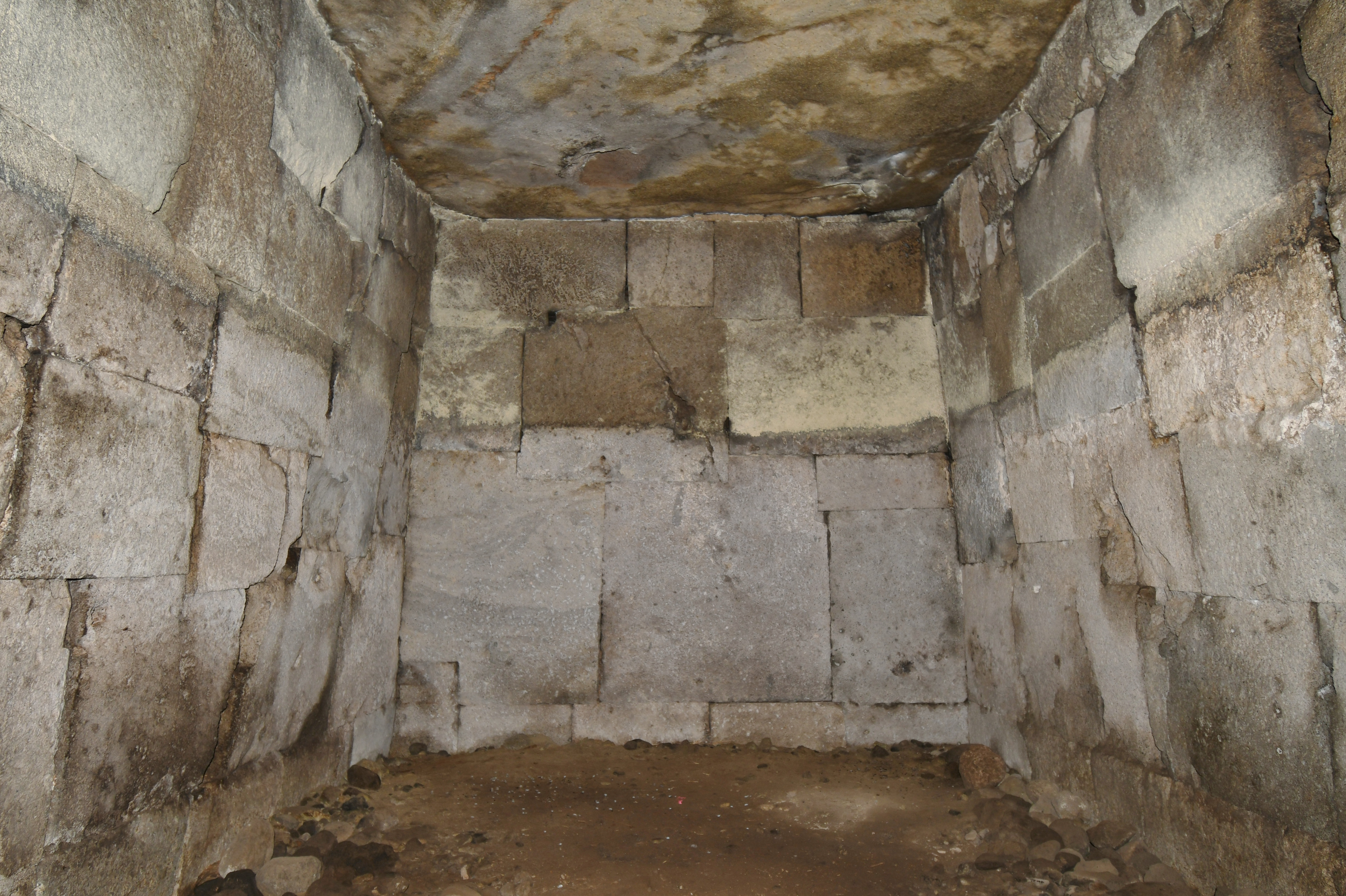
玄室（奥壁方向）
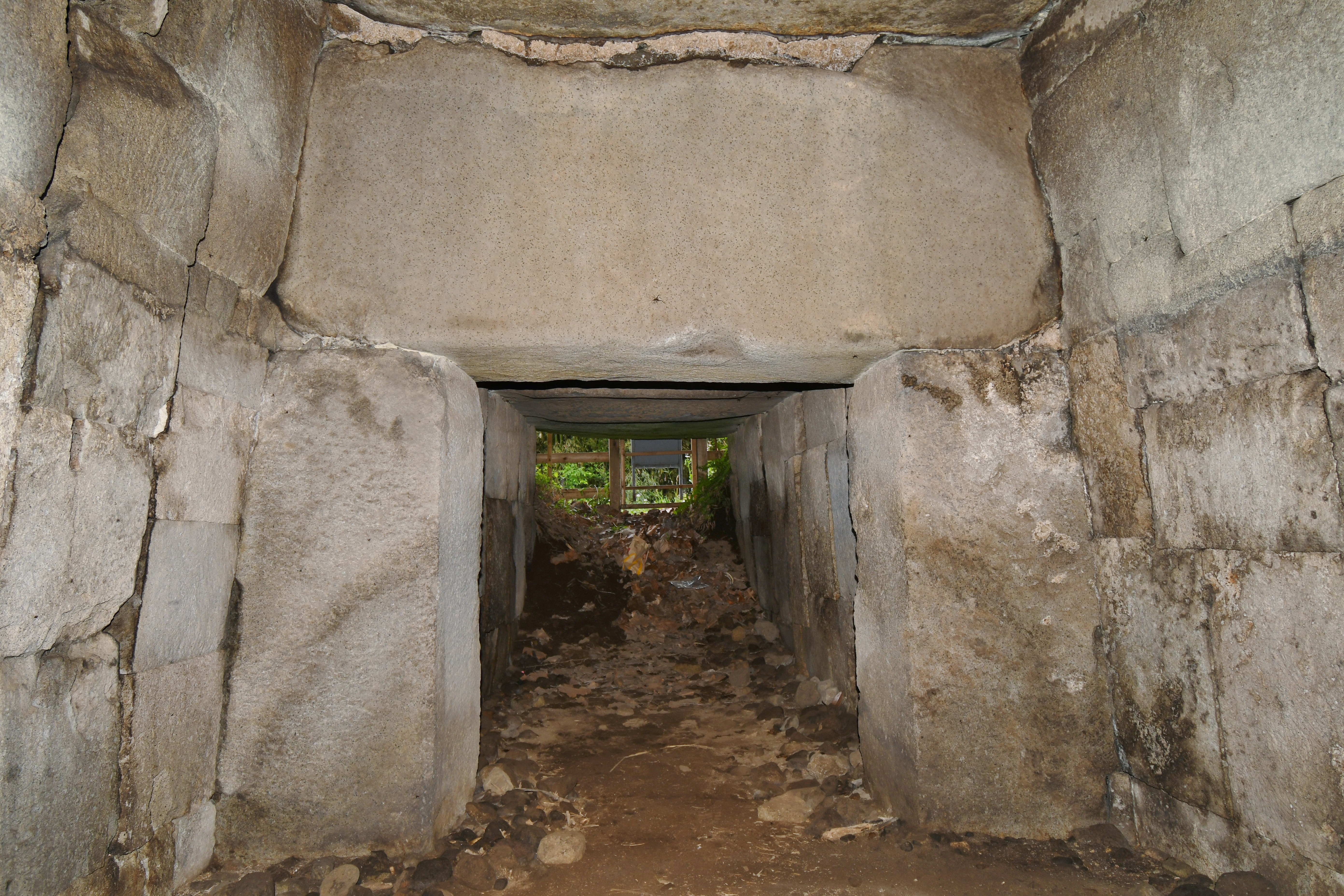
玄室（開口部方向）
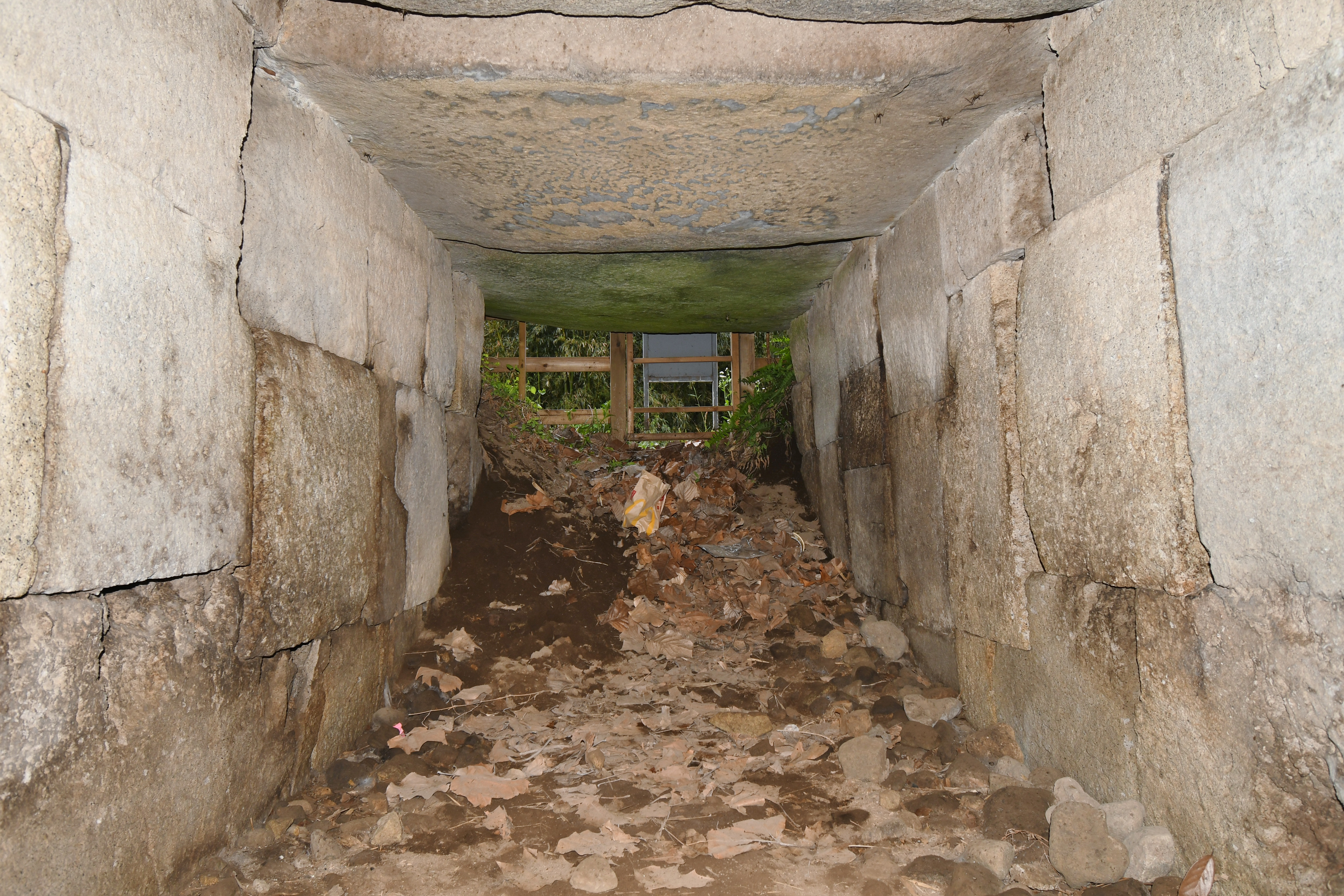
羨道（開口部方向）
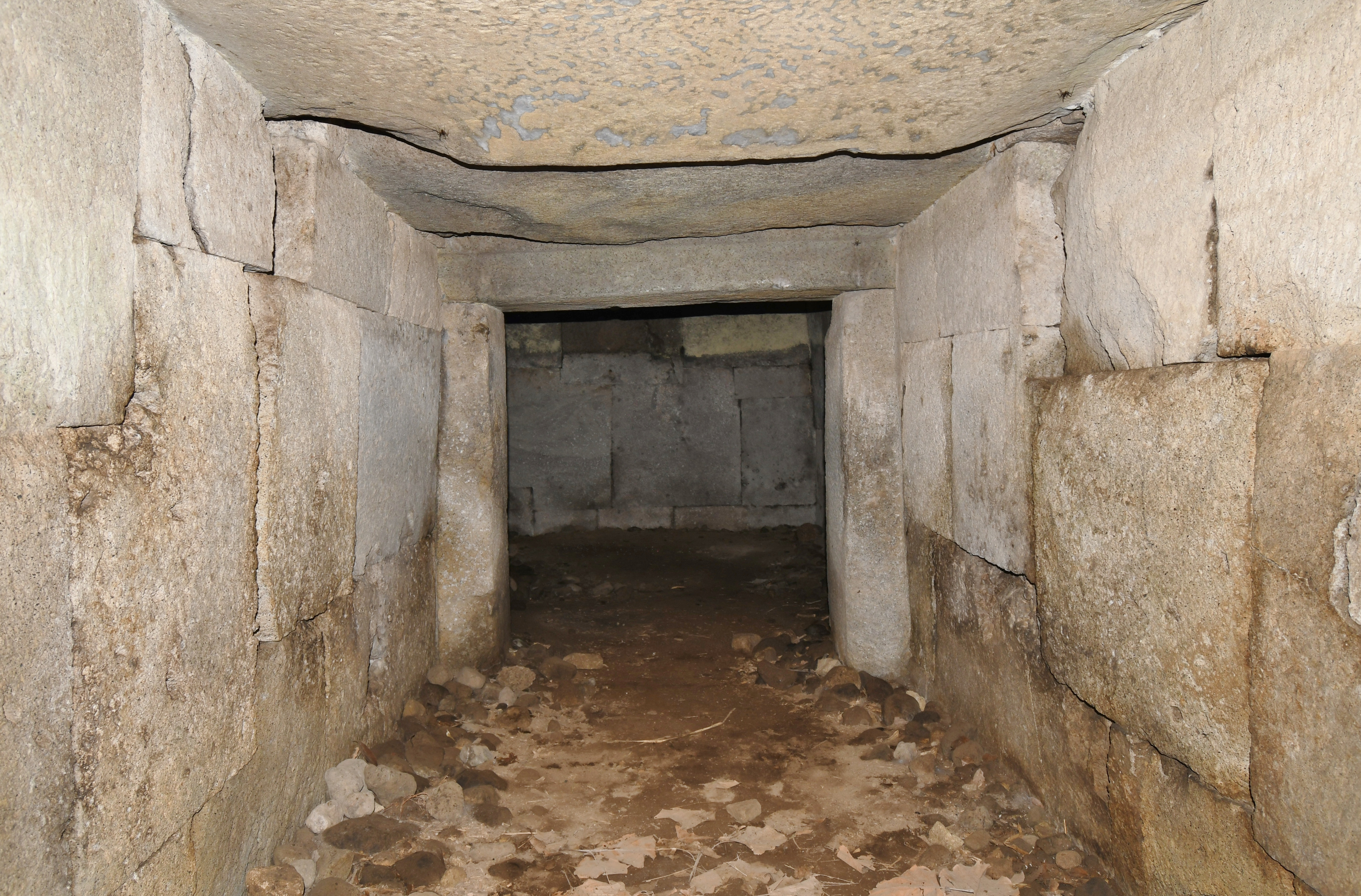
羨道（玄室方向）

### B号墳

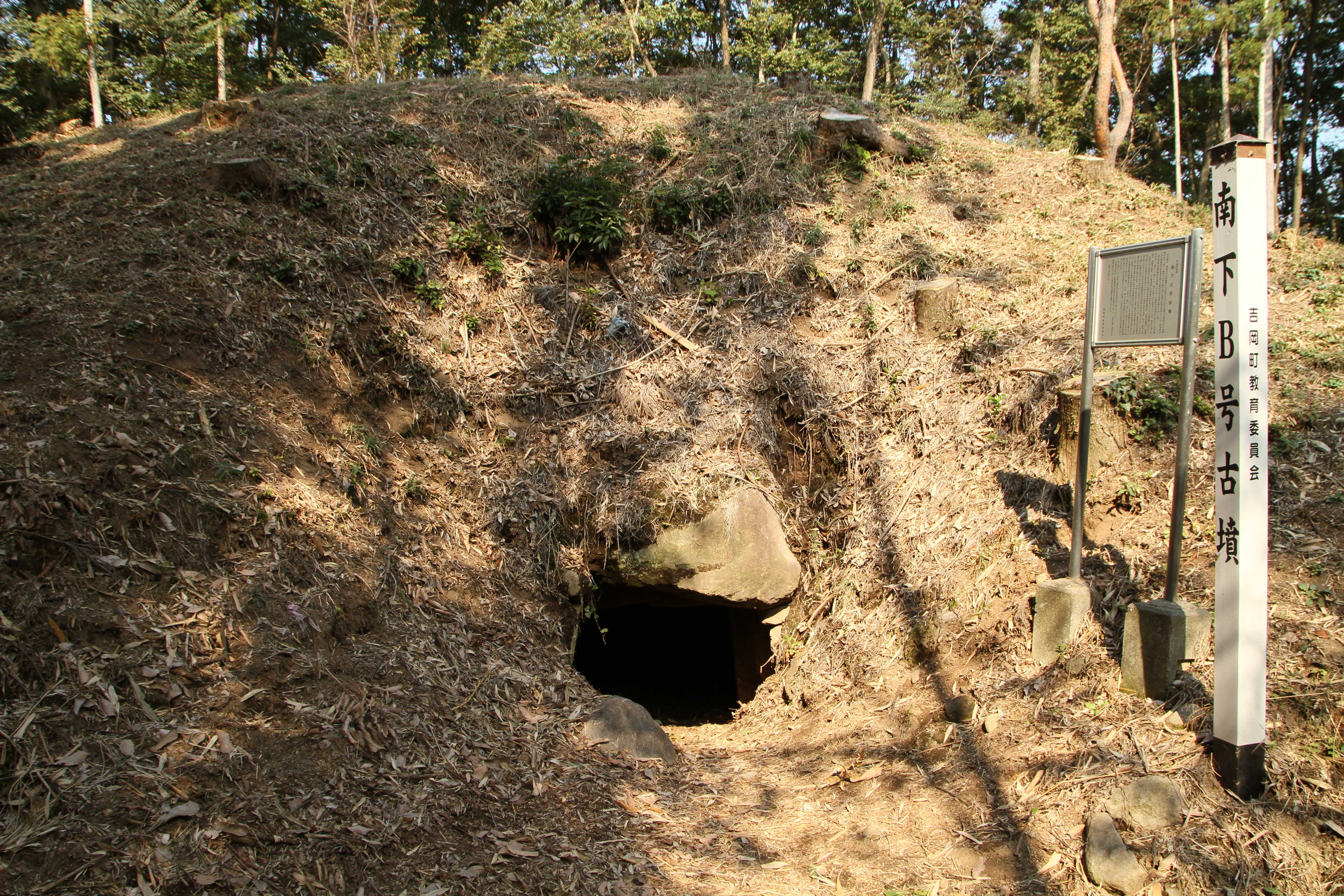
B号墳 墳丘・石室開口部（2011年）

B号墳は、丘陵斜面に所在する山寄せの円墳。直径30約メートル・高さ約6メートルを測る。埋葬施設は両袖式の横穴式石室で、南南西方向に開口する。石室の規模は次の通り。
- 石室全長：7.62メートル
- 玄室：長さ3.35メートル、幅2.63メートル、高さ3メートル以上

石室の石材は自然石・截石の併用。主に榛名山の自然石（山石）の輝石安山岩で、多くに粗い面加工が認められるほか、大型石材の隙間には河原石の充填が認められる。また玄門の門柱には角閃石安山岩の加工石材が使用される。壁面の目地・接合部には漆喰状の灰黄褐色粘土を詰める。他の古墳と比べて石室高さが抜き出て、玄室前壁の石材も2段積みで構築されるという特徴を示しており、畿内地域の横穴式石室（畿内型石室）が地方に展開した「畿内系石室」の類型に属する。
築造時期は、古墳時代終末期の7世紀中頃と推定される。

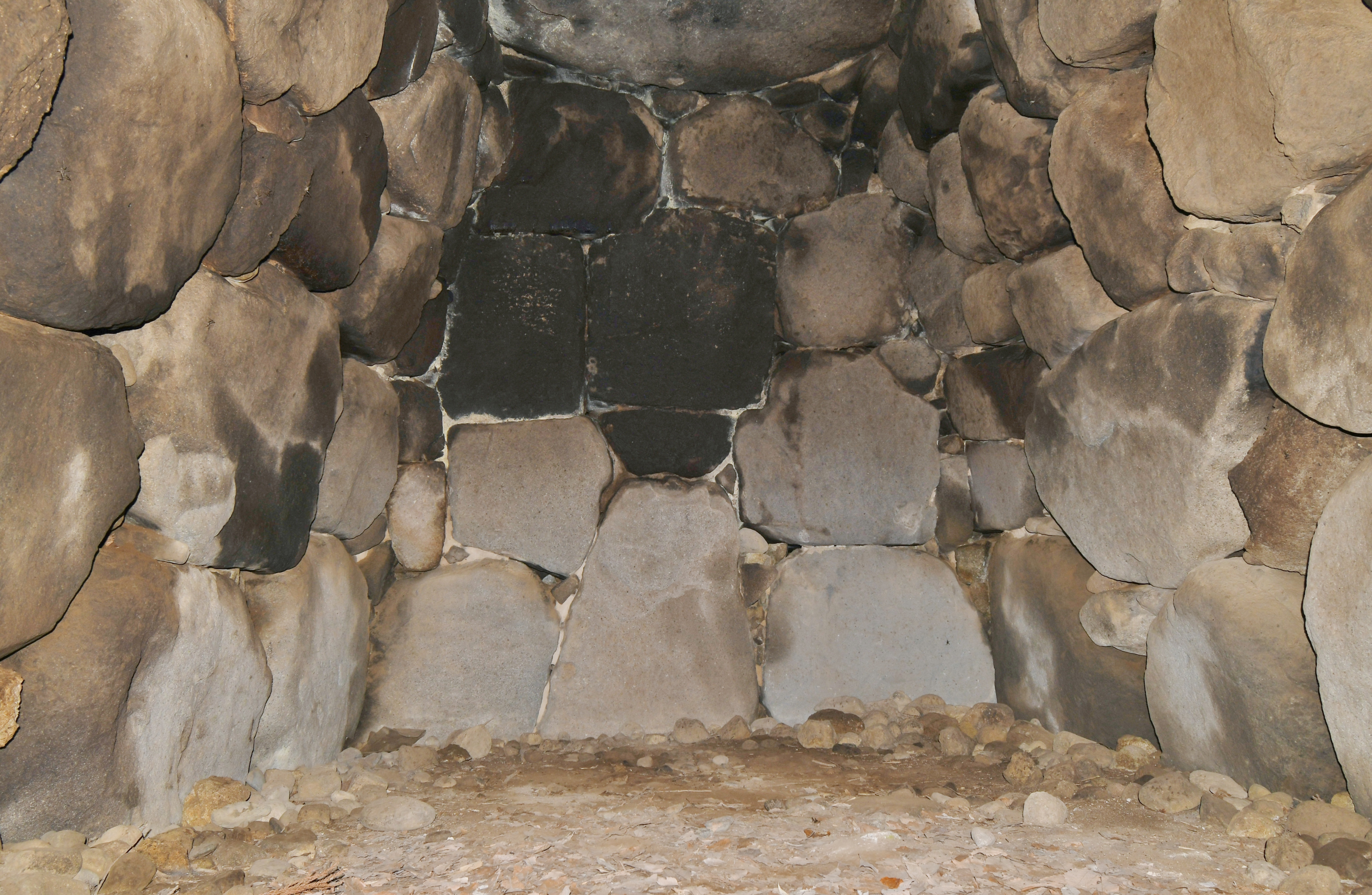
玄室（奥壁方向）
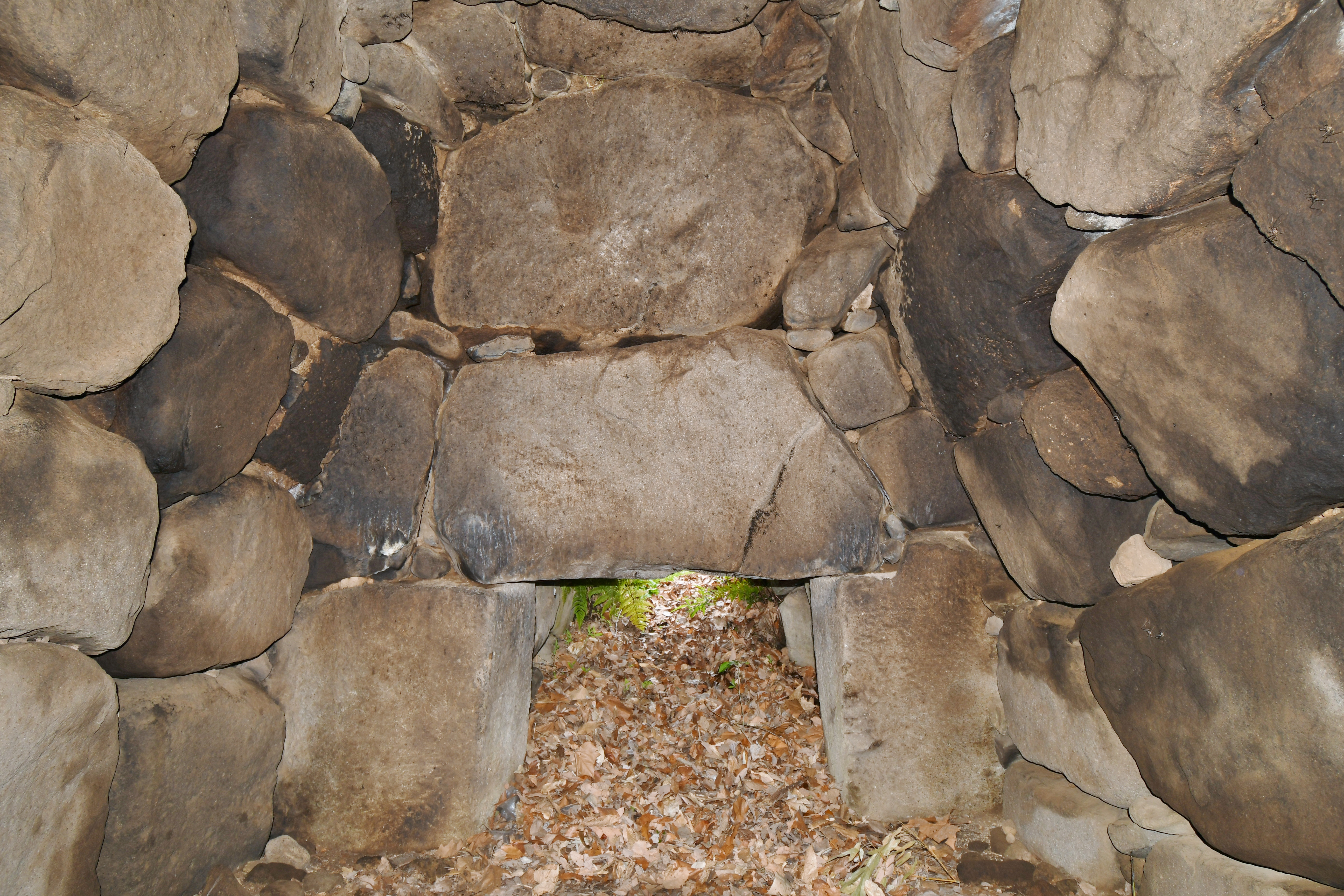
玄室（開口部方向）

### C号墳

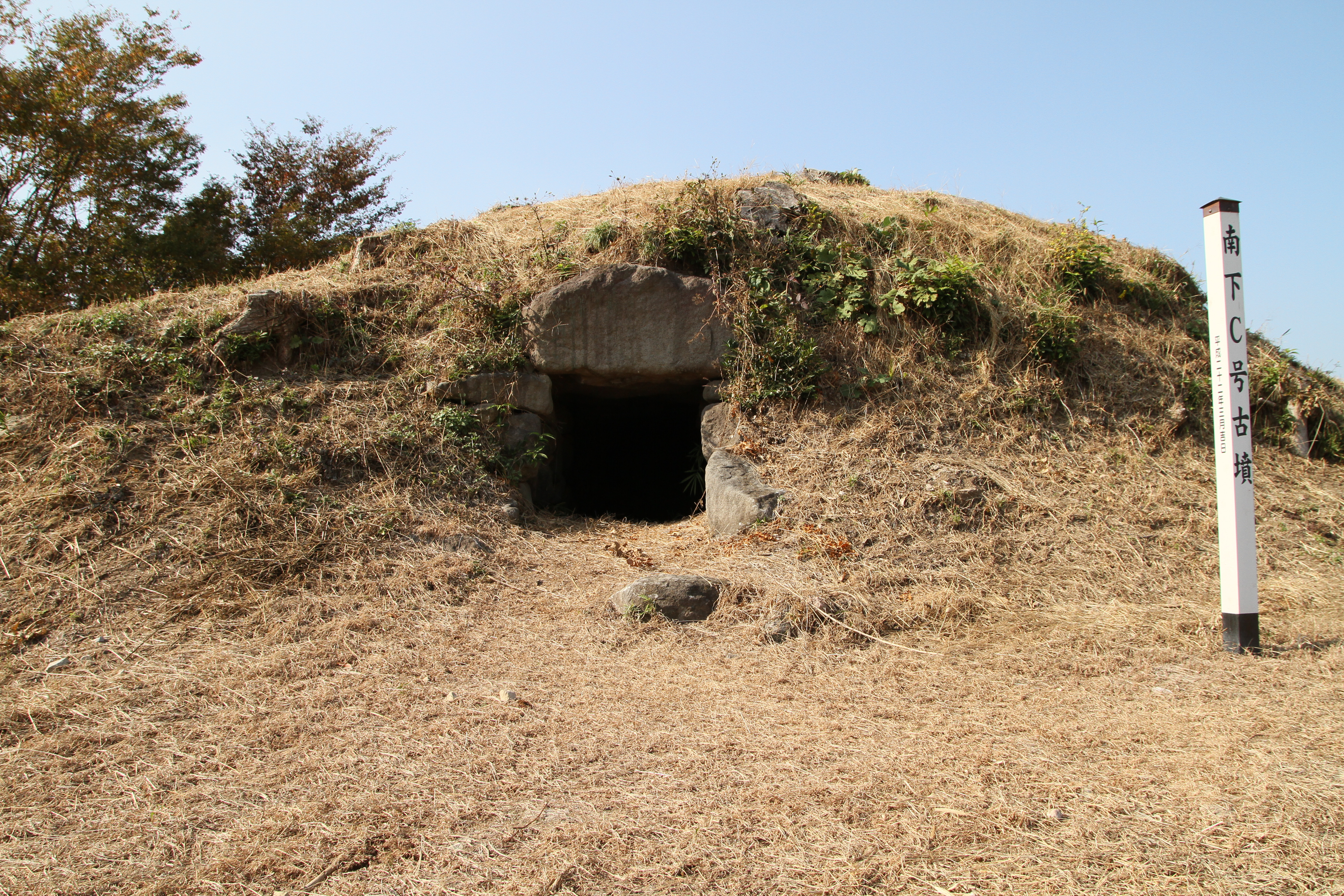
C号墳 墳丘・石室開口部（2011年）

C号墳は、丘陵頂部に所在する円墳。直径約15メートル・高さ約4メートルを測る。墳丘外表では円筒埴輪片が採集されている。埋葬施設は無袖式の横穴式石室で、東南東方向に開口する。石室の規模は長さ約6.15メートル、幅約1.58メートル（奥壁）、高さ約1.36メートル（奥壁）を測る。石室の石材は自然石で、乱石積みによって構築される。副葬品は詳らかでない。
築造時期は、古墳時代後期の6世紀中葉-後半頃と推定される。南下古墳群のうちでは最古期に位置づけられる。

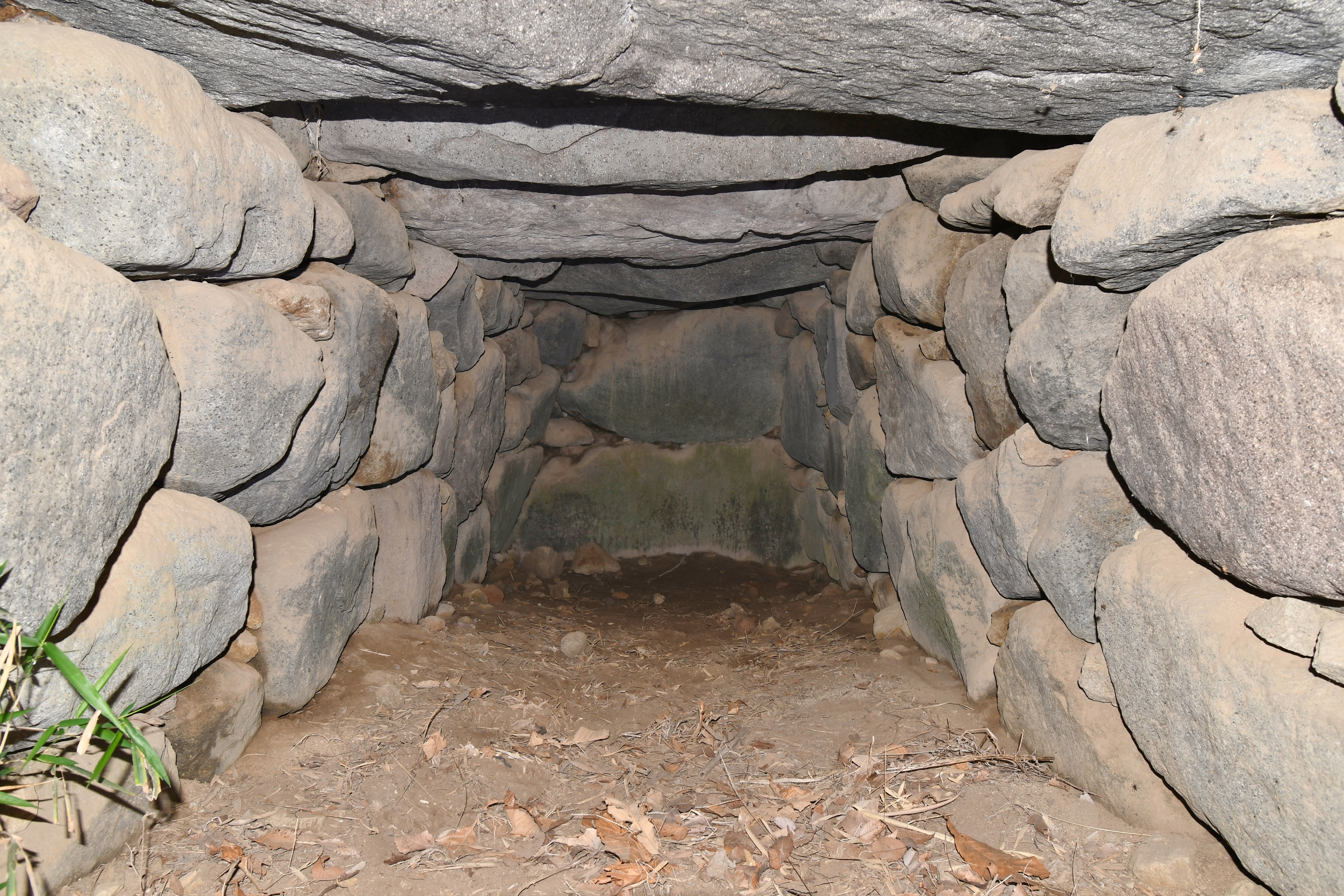
石室（奥壁方向）
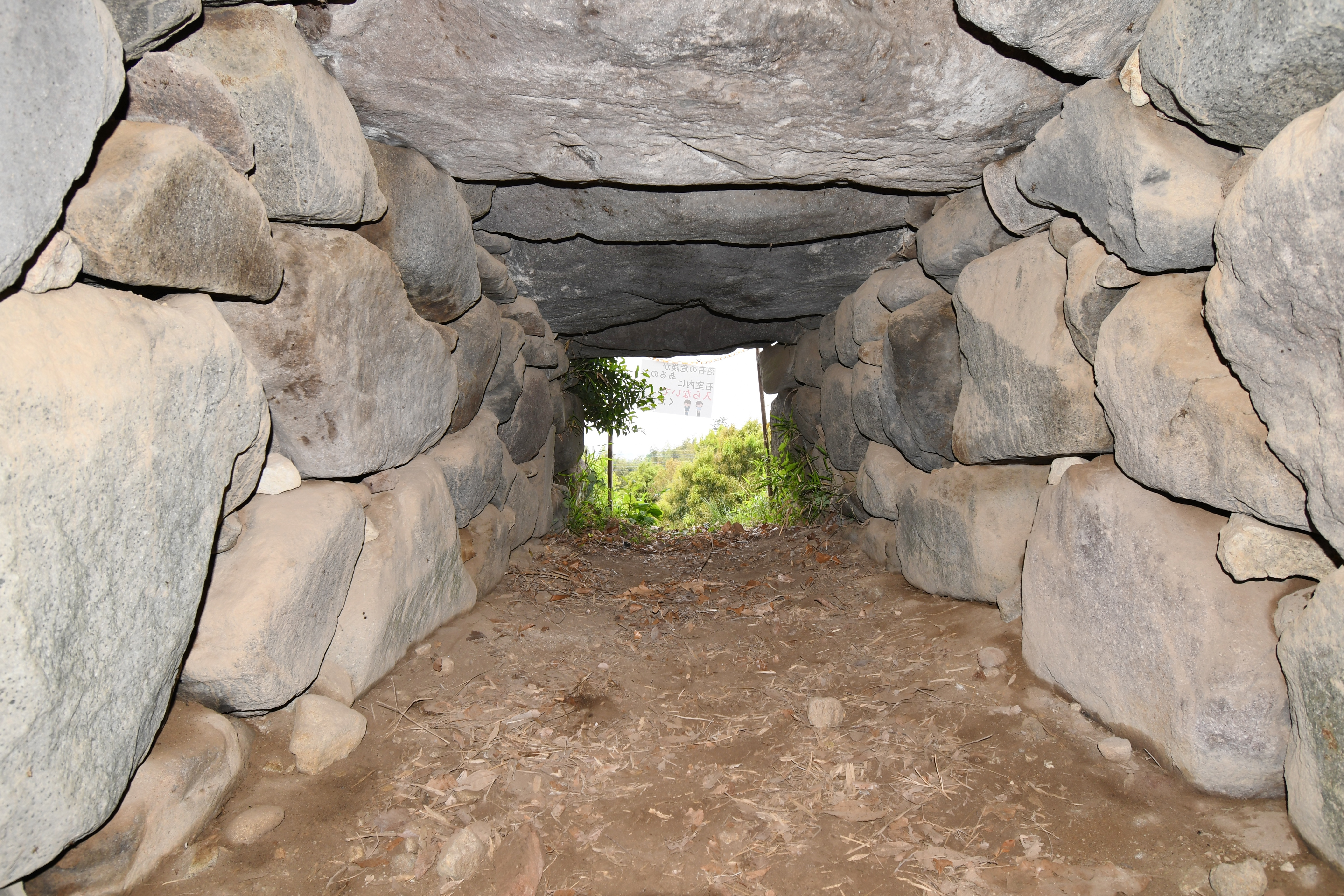
石室（開口部方向）

### D号墳

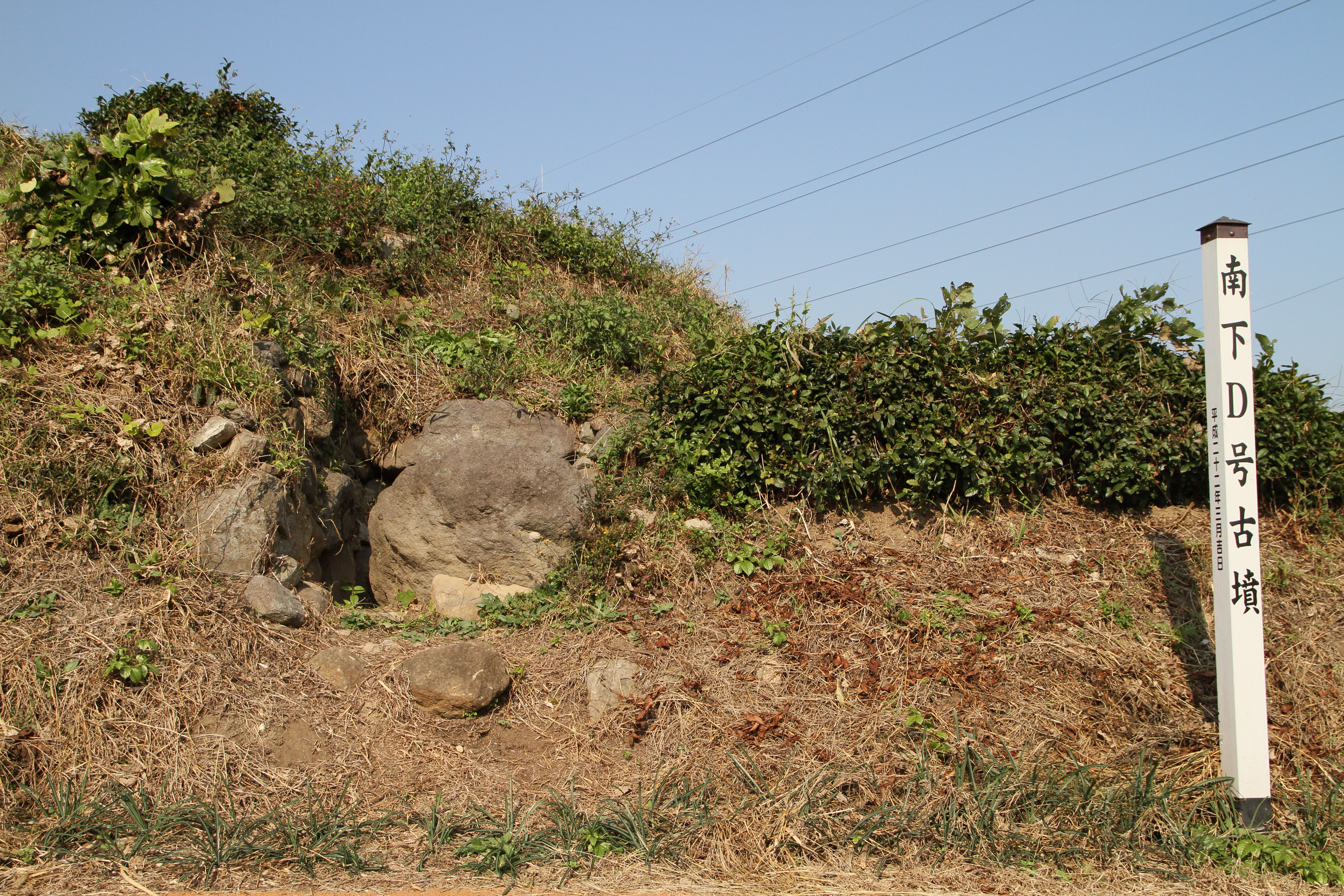
D号墳 墳丘・石室開口部（2011年）

D号墳は、丘陵斜面に所在する山寄せの円墳。直径約13メートル・高さ約3メートルを測る。埋葬施設は両袖式の横穴式石室で、南西方向に開口する。石室の規模は次の通り。
- 石室全長：約5.63メートル
- 玄室：幅約1.5メートル、高さ約1.5メートル

石室の石材は山石・河原石の混用で、乱石積みによって構築される。玄室・羨道の境には1・2段積みによる玄門が構築されるほか、羨道入り口には閉塞石が遺存する。
築造時期は、古墳時代終末期の7世紀前半頃と推定される。

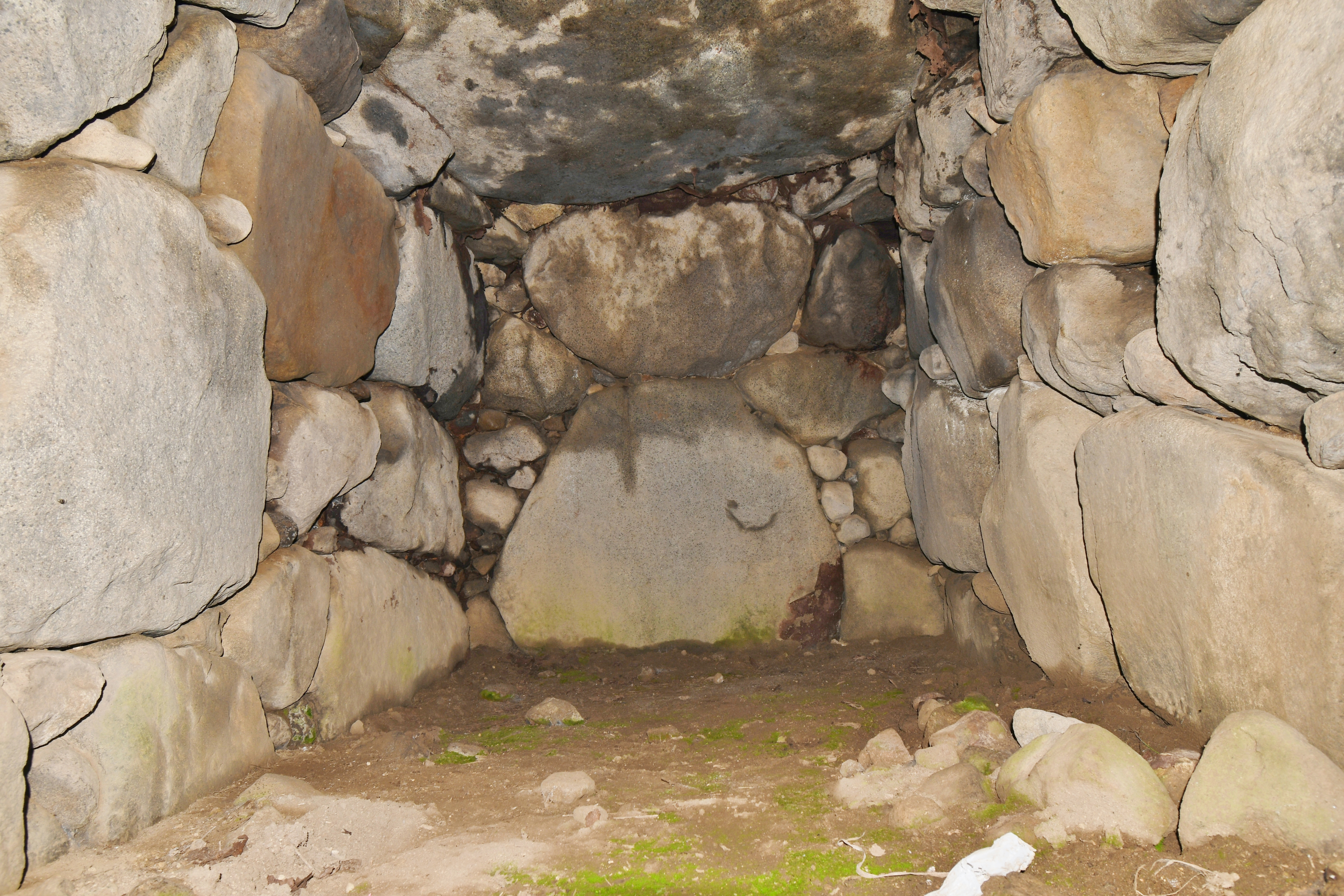
玄室（奥壁方向）
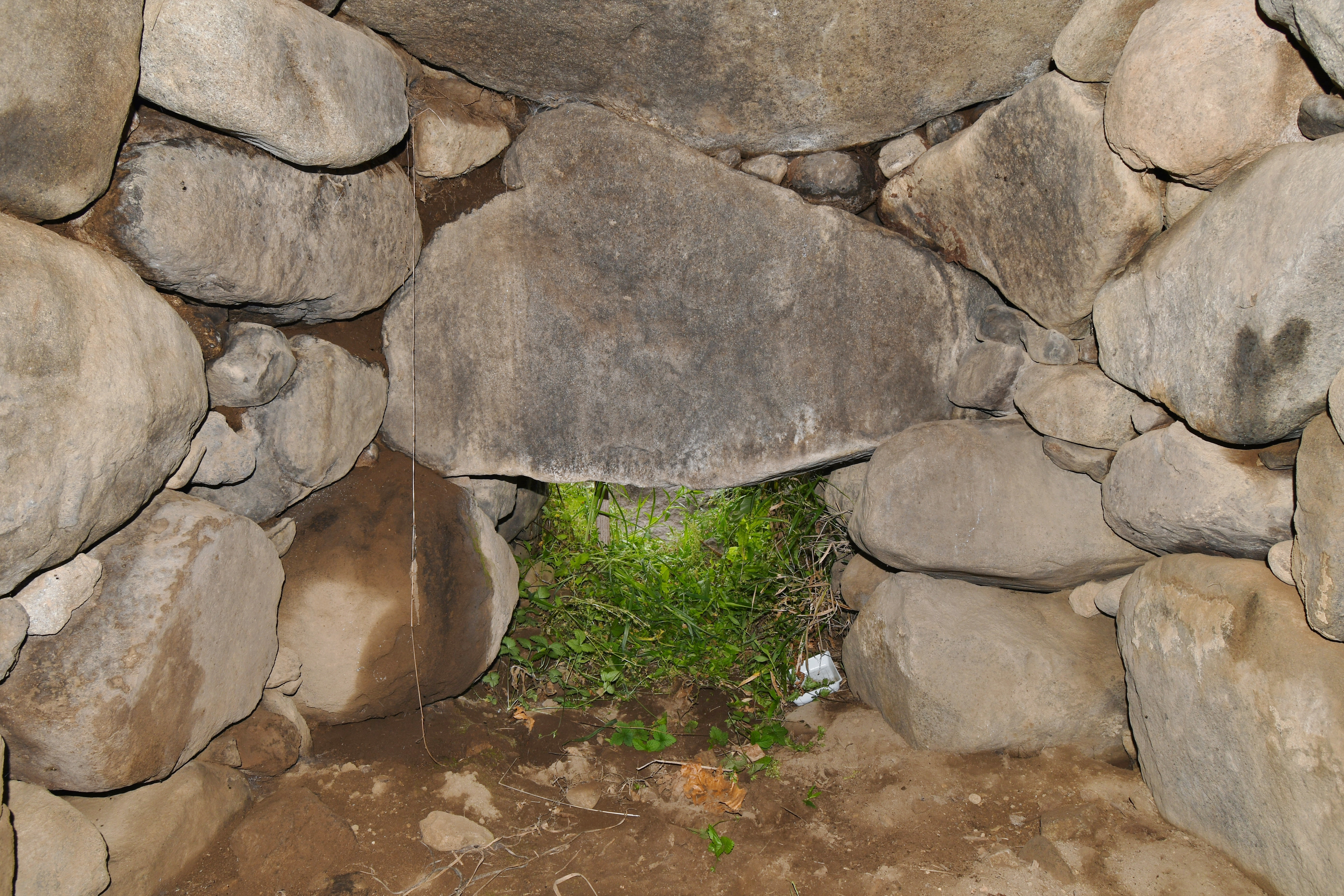
玄室（開口部方向）

### E号墳

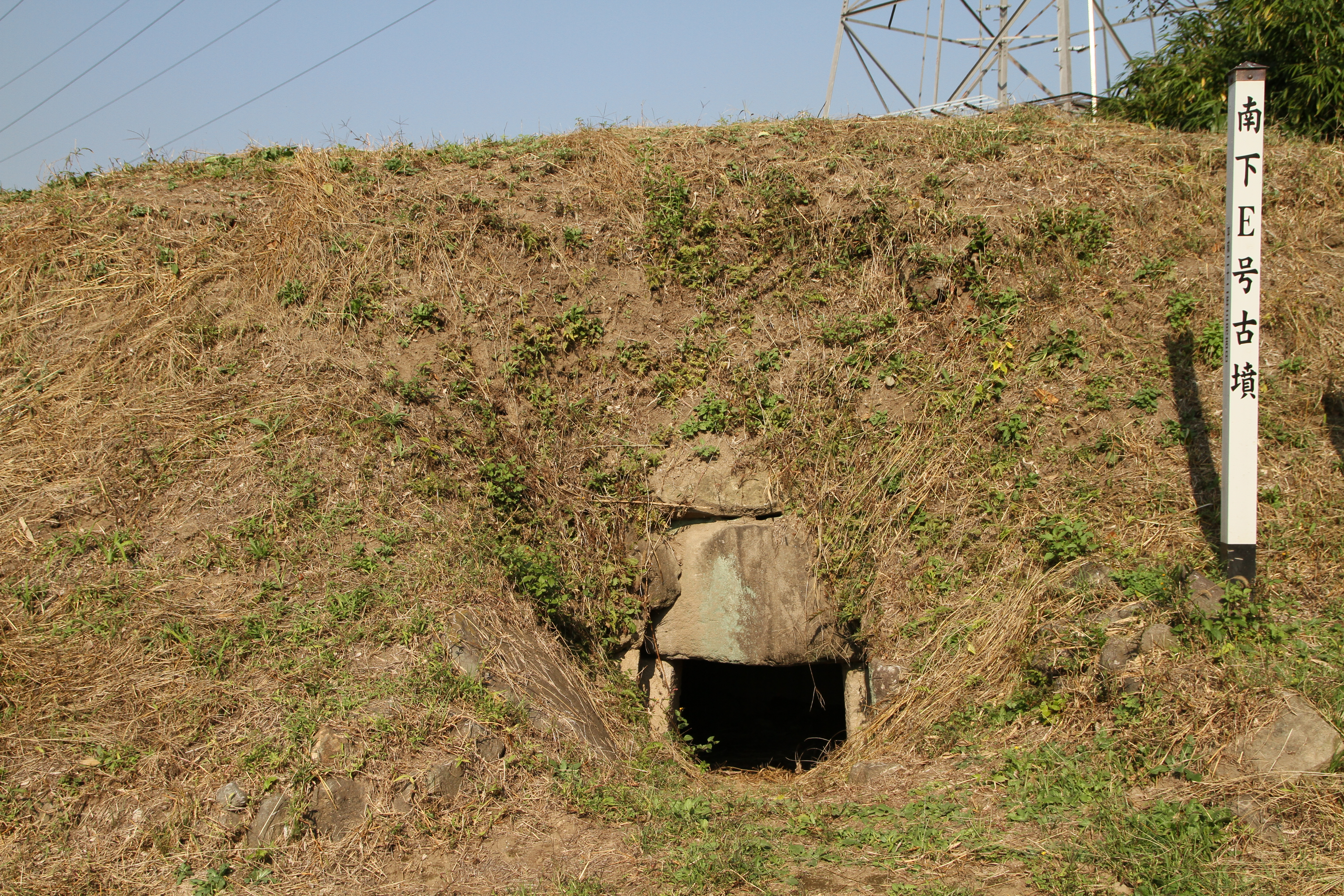
E号墳 墳丘・石室開口部（2011年）

E号墳は、丘陵斜面に所在する山寄せの円墳または方墳と推定される。直径（一辺）約17メートル・高さ約2メートルを測る。埋葬施設は両袖式の横穴式石室で、南方向に開口する。石室の規模は次の通り。
- 石室全長：4.43メートル以上
- 玄室：長さ2.76メートル、幅1.78メートル、幅2.13メートル（奥壁）、高さ1.71メートル（奥部）
- 羨道：長さ1.20メートル以上

石室壁面の石材は榛名山噴出の角閃石安山岩を加工した截石で、截石切組積みによって構築される。壁面には石材加工時の赤色作業線が数多く残るほか、石室各部位の計測値から1尺30センチメートルの唐尺の使用が推測される。天井石は榛名山の自然石（山石）の輝石安山岩。石室前面には台形状の前庭部の存在が想定される。
築造時期は、古墳時代終末期の7世紀末頃と推定される。総社古墳群においても宝塔山古墳から蛇穴山古墳にかけて墳丘・石室が小型化しており、同調した推移が指摘される。

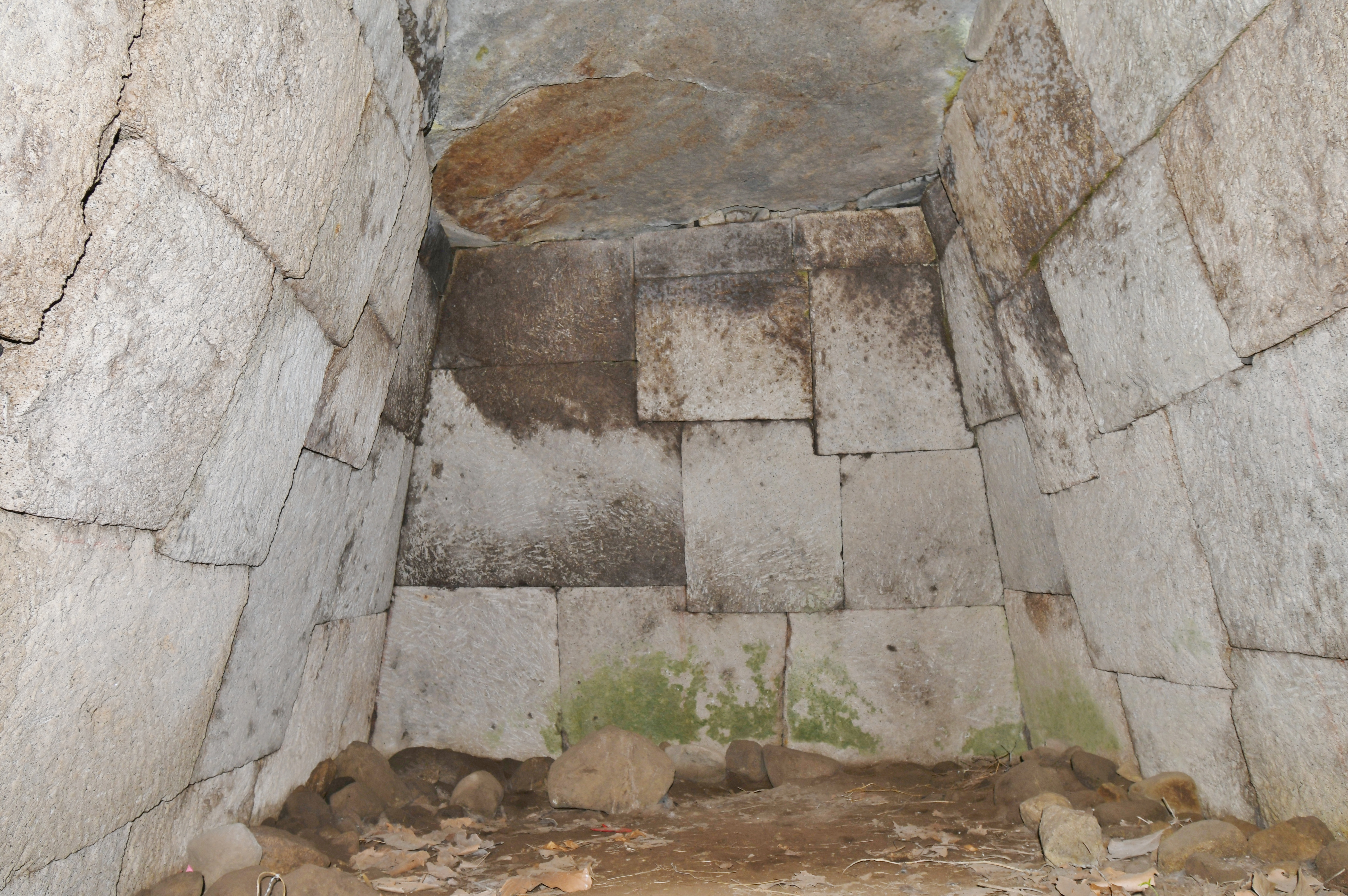
玄室（奥壁方向）
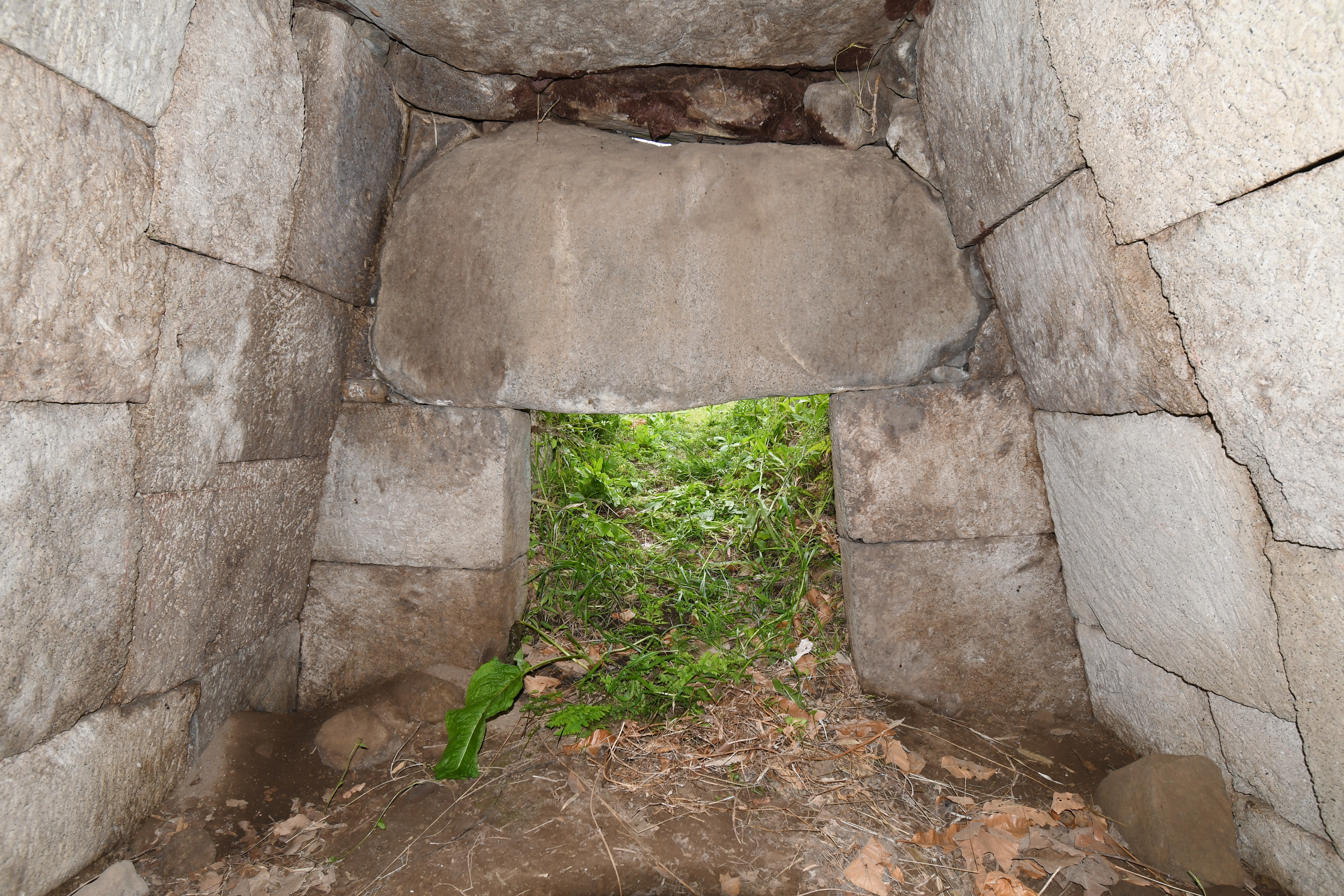
玄室（開口部方向）
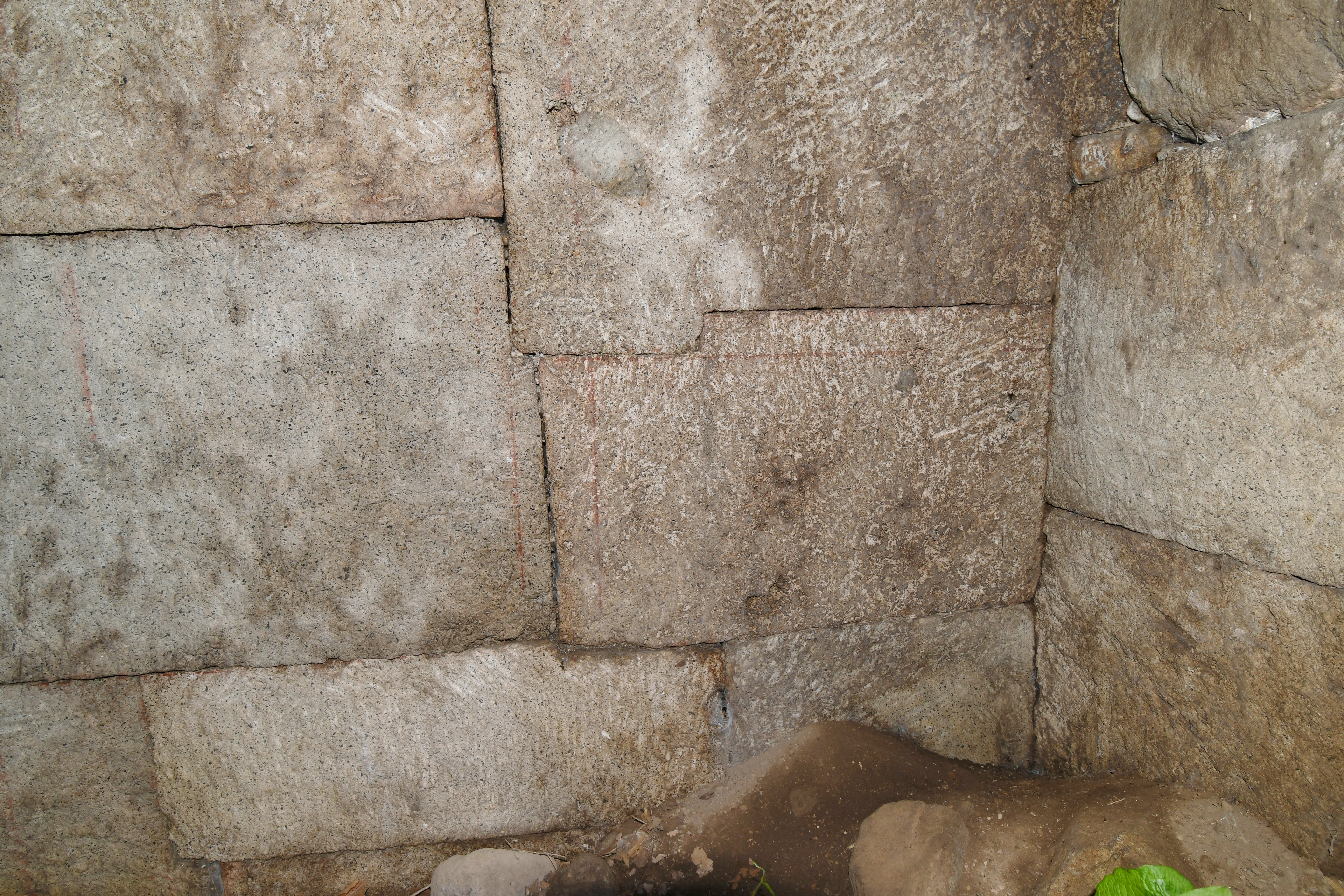
玄室壁面の赤色作業線

### F号墳

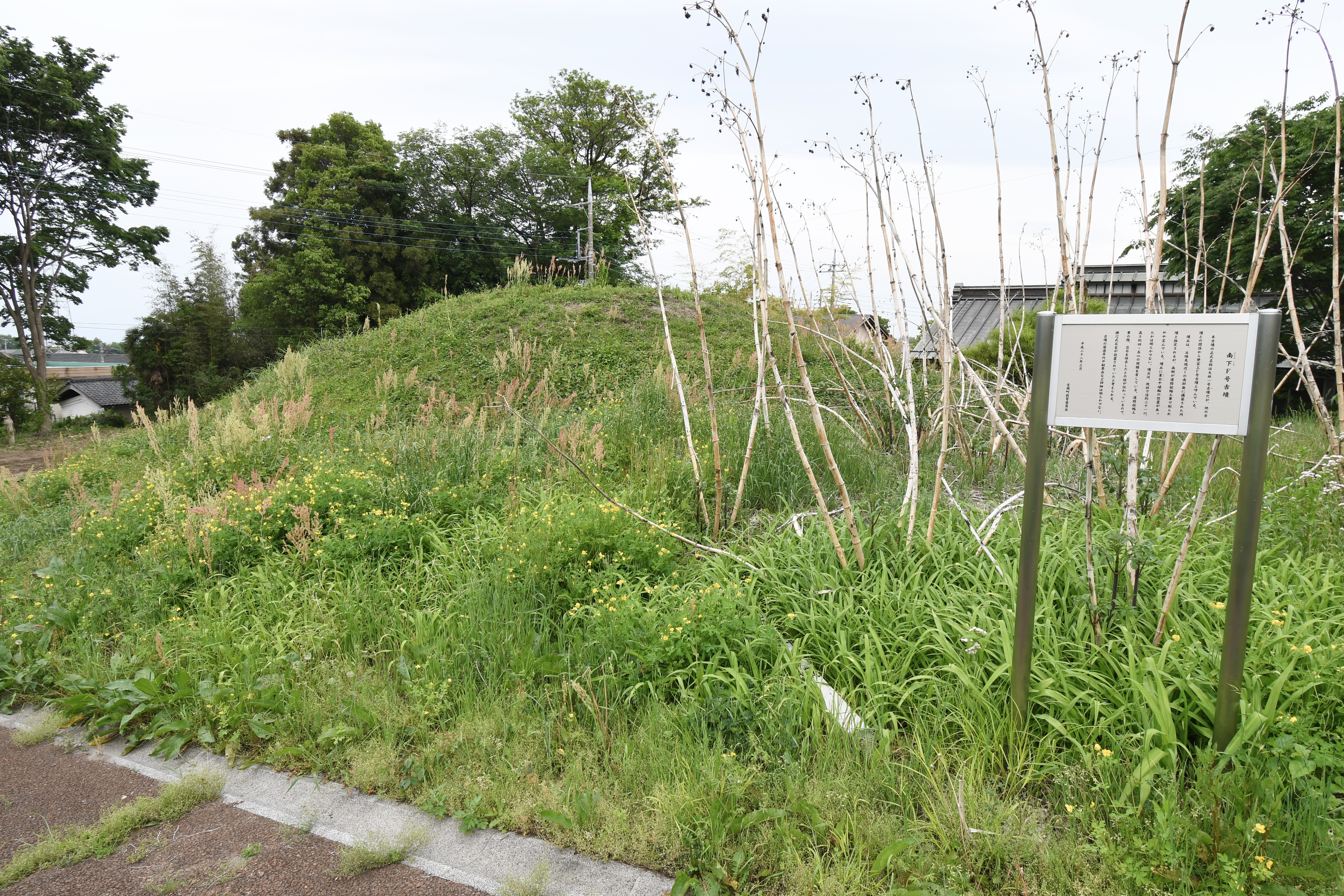
F号墳 墳丘

F号墳（大林1号墳）は、円墳。直径約21メートル・高さ約4メートルを測る。埋葬施設は明らかでない。かつて南側の町道工事に際して巨石を除去したと言われ、横穴式石室と推測される。副葬品は詳らかでなく、築造時期も明らかでない。

### その他
B号墳の北側隣接地において墳丘が認められており、G号墳と仮称される。

## 文化財

### 群馬県指定文化財
- 史跡
  - 南下古墳群 - 2023年（令和5年）9月8日指定[7]。

## 関連施設
- 吉岡町文化財センター（吉岡町南下） - 南下古墳群に隣接。

## 関連文献
（記事執筆に使用していない関連文献）
- 松本浩一・桜場一寿・右島和夫「截石切組積横穴式石室における構築技術上の諸問題 上」『群馬県史研究』第11号、群馬県、1980年。
- 松本浩一・桜場一寿・右島和夫「截石切組積横穴式石室における構築技術上の諸問題 下」『群馬県史研究』第13号、群馬県、1981年。
- 右島和夫「東国における終末期の畿内型石室」『河上邦彦先生古稀記念献呈論文集』河上邦彦先生古稀記念会、2015年。
- 右島和夫「東国における終末期古墳と漆喰」『群馬県立歴史博物館研究紀要』第37号、群馬県立歴史博物館、2016年。